# Jevropeiska plosjtsja
Jevropeiska plosjtsja (Oekraïens: Європейська площа; letterlijk 'Europeesplein') is een plein in, wat bekendstaat als de Oude Stad van Kiev, de hoofdstad van Oekraïne. Het is gelegen aan het noordoostelijke uiteinde van de boulevard Chresjtsjatyk, nabij het gelijknamige metrostation. In 2013 en 2014 was het plein een van de centra van de Euromaidan-protesten.
Het plein droeg de afgelopen tweehonderd jaar verschillende namen. Oorspronkelijk heette het plein het Konnaya plosjtsjad ('Paardenplein'), omdat het werd gebruikt voor de paardenhandel. Daarna kreeg het de volgende namen:
- 1806: Teatralnaya plosjtsjad ('Theaterplein'), na de bouw van het eerste theater in Kiev;
- 1851: Jevropeiska plosjtsja ('Europeesplein'), toen het Hotel Evropeyskiy werd gebouwd;
- 1869: Tsarskaya plosjtsjad (‘Tsaarplein'), vanwege het monument van Alexander II van Rusland;
- 1919: Plosjtsjad Tretjeva Internatsionala ('Derde Internationale Plein'), na de Sovjetbezetting;
- 1941: Adolf Hitler Platz ('Adolf Hitler-plein'), door de Duitse bezetting;
- 1944: Stalinskaya plosjtsjad ('Stalin-plein'), na de Sovjet-terugkeer;
- 1961: Plosjtsjad Leninskava Komsomola ('Lenins Komsomol-plein'), destalinisatieproces;
- 1996: Jevropeiska plosjtsja (‘Europeesplein’), naar het inmiddels gesloopte Hotel Evropeyskiy.

## Galerij

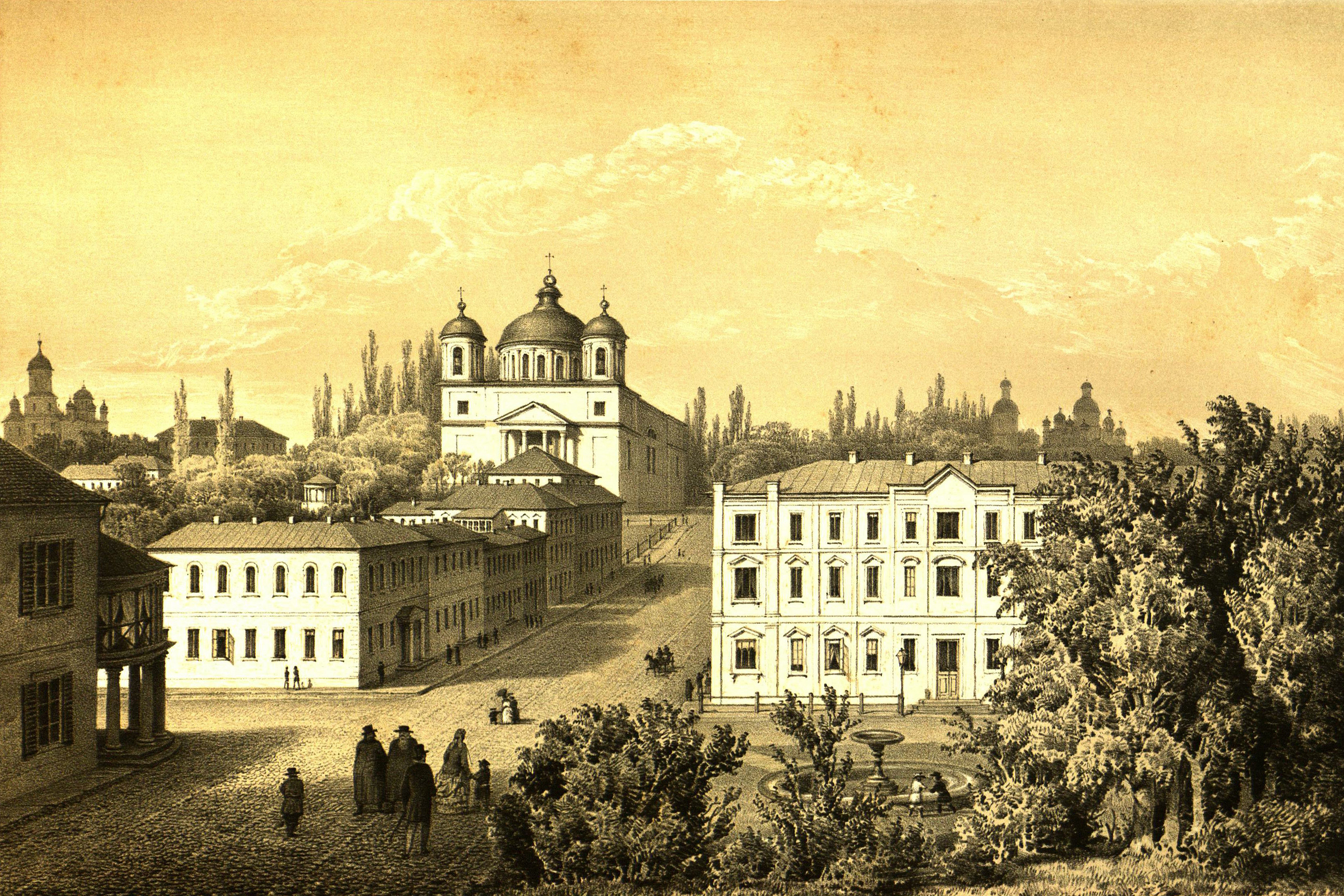
Hotel Evropeyskiy rechts van het plein, 1870.
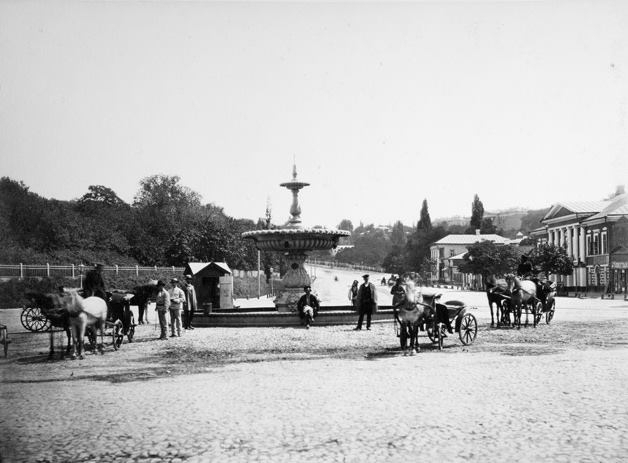
Fontein 'Ivan', circa 1860, door Franciszek de Mezer.
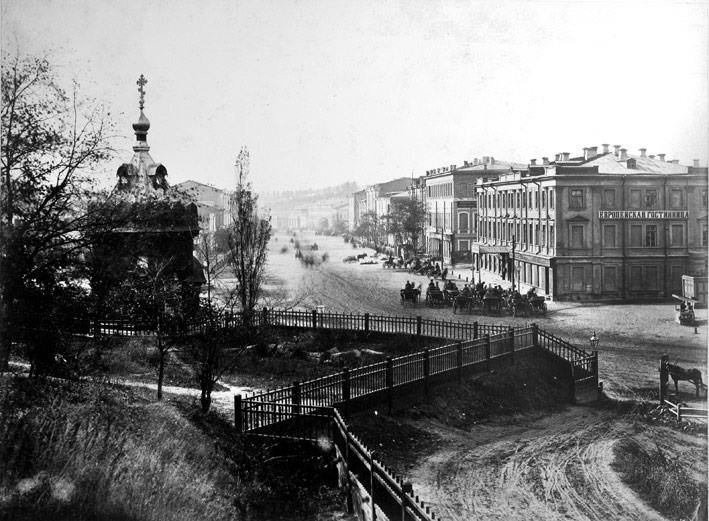
Jevropeiska Plosjtsja door Franciszek de Mezer.
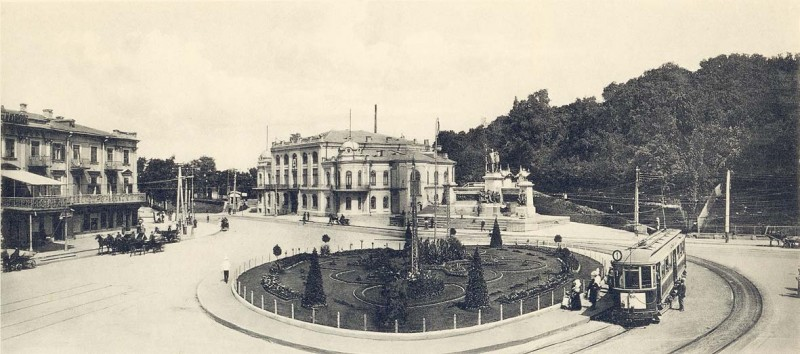
Tsarskaya Plosjtsjad in 1911.
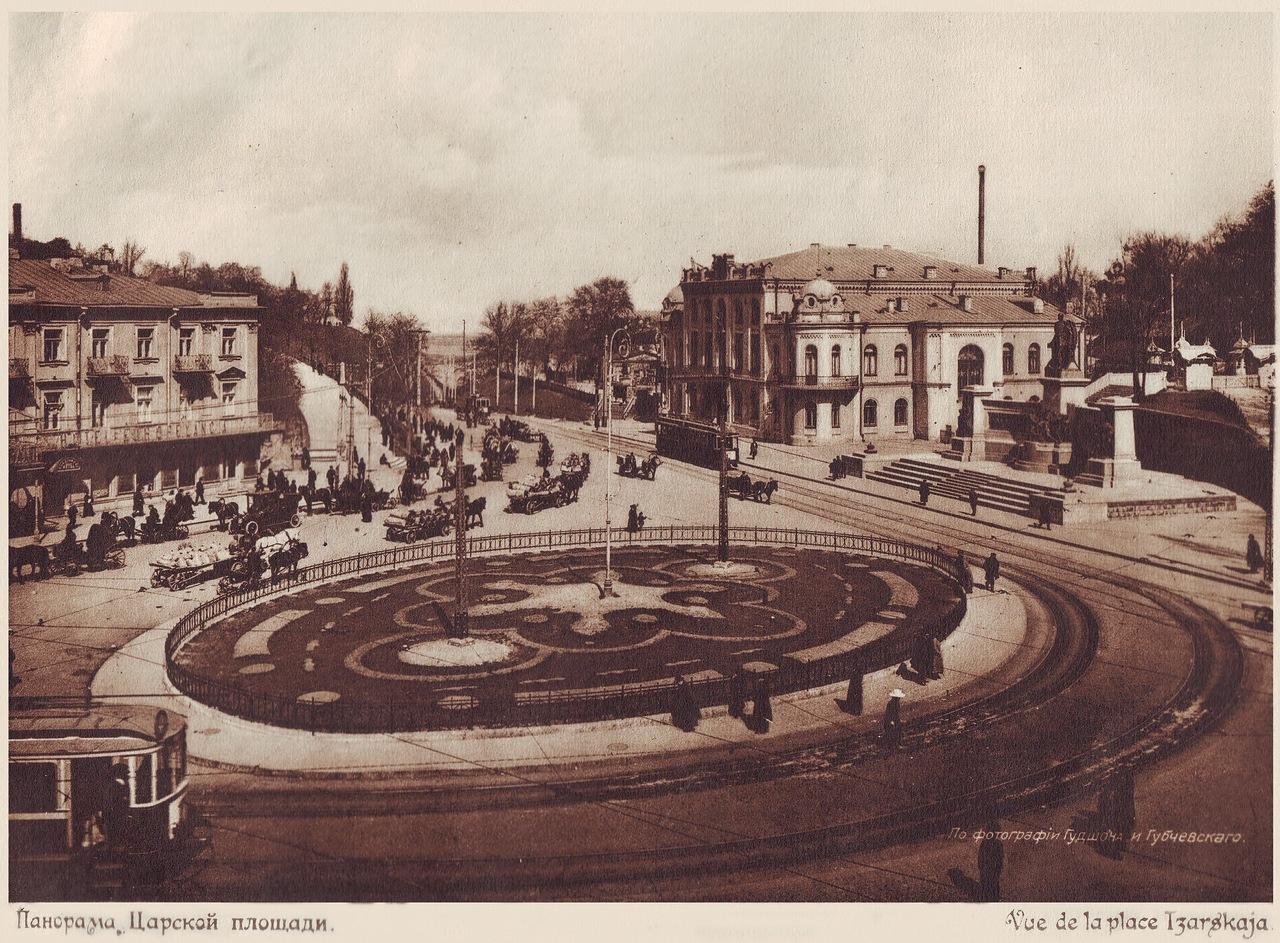
Tsarskaya Plosjtsjad in 1911.